# Aerobee

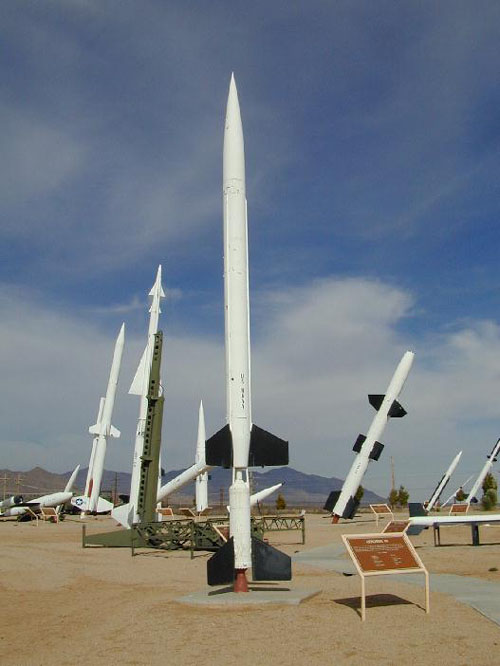
Aerobee Hi Missile au White Sands Missile Range Museum.

Aerobee est une famille de fusées-sondes américaine non guidées, développée au milieu des années 1950 et utilisée pour la recherche sur la haute atmosphère et les radiations cosmiques. La fusée conçue par James Van Allen, du laboratoire Applied Physics Laboratory, était construite par la société Aerojet General. La fusée comportait un premier étage à propergol solide et un second étage dont le moteur-fusée brulait un mélange d'acide nitrique et d'aniline. Tirée depuis une tour de lancement haute de 53 mètres, elle pouvait lancer dans sa principale version une charge utile de 65 kg sur une trajectoire suborbitale culminant à 270 km. Plus de 1 000 exemplaires des différentes variantes de l'Aerobee ont été lancés entre 1955 et 1985.

## Contexte
En 1945, James Van Allen, responsable du groupe de recherche des hautes altitudes au laboratoire Applied Physics Laboratory, définit le cahier des charges d'une fusée-sonde permettant d'étudier les couches supérieures de l'atmosphère. Les missiles V2 allemands récupérés à la fin de la Seconde Guerre mondiale étaient capables d'atteindre l'altitude visée avec la charge utile nécessaire, mais ils étaient trop lourds et trop complexes pour ce type d'étude. Van Allen porte son choix sur une fusée légère dérivée de la fusée WAC Corporal, développée par Aerojet (pour le 1er étage) et du missile Bumblebee (en) (pour le deuxième étage). Ces deux engins avaient été développés pour la Marine américaine. La fusée-sonde résultante est baptisée Aerobee.

## Caractéristiques techniques
La fusée était constituée de deux étages, le premier utilisait un propergol solide, le second un diergol liquide atypique acide nitrique/aniline. La fusée pouvait originellement atteindre une altitude de 230 km, puis plus tard, au-delà des 400 km. L'instrumentation fournissait en continu des données télémétriques et était récupérée grâce à un parachute.

## Installations de lancement
Les fusées Aerobee étaient lancées d'une tour haute de 53 m qui permettait de guider sa trajectoire jusqu'à ce qu'elle atteigne une vitesse suffisante pour que les dérives soient efficaces. Plusieurs tours de lancement furent construites sur différents sites aux États-Unis et à l'étranger : Wallops Island, White Sands, Base de Vandenberg, Fort Churchill, Woomera (Australie), Barking Sands. L'une d'entre elles était édifiée sur  l'USS Norton Sound, un navire converti en base de lancement de missile.  

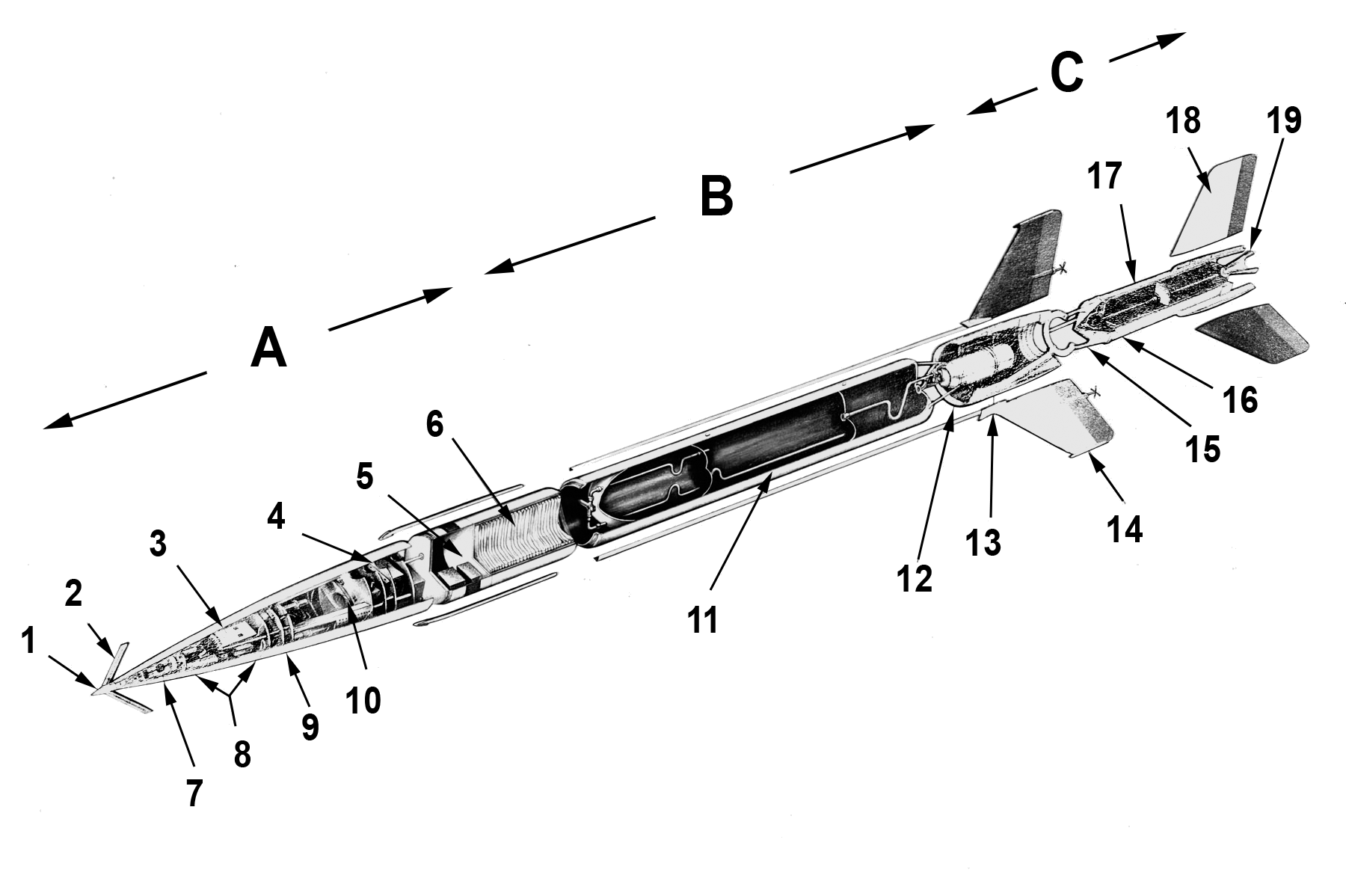
Schéma d'une fusée-sonde Aerobee. A : Charge utile - 1 : Cône - 2 : Antenne - 3 : Canaux de télémesures - 4 : Enregistreur - 5 : Balise - 6 : Parachute - 7 : Dynamo - 8 : Équipements de télémesures - 9 : Batteries - 10 : Expérience - B : Étage à ergols liquides - 11 : Réservoirs d'ergols - 12 : Moteur-fusée - 13 : Structure de la queue de la fusée - 14 : Ailette - C : Étage à propergol solide - 15 : Structure de poussée - 16 : Allumeur - 17 : Chambre à combustion - 18 : Ailette - 19 : Tuyère.

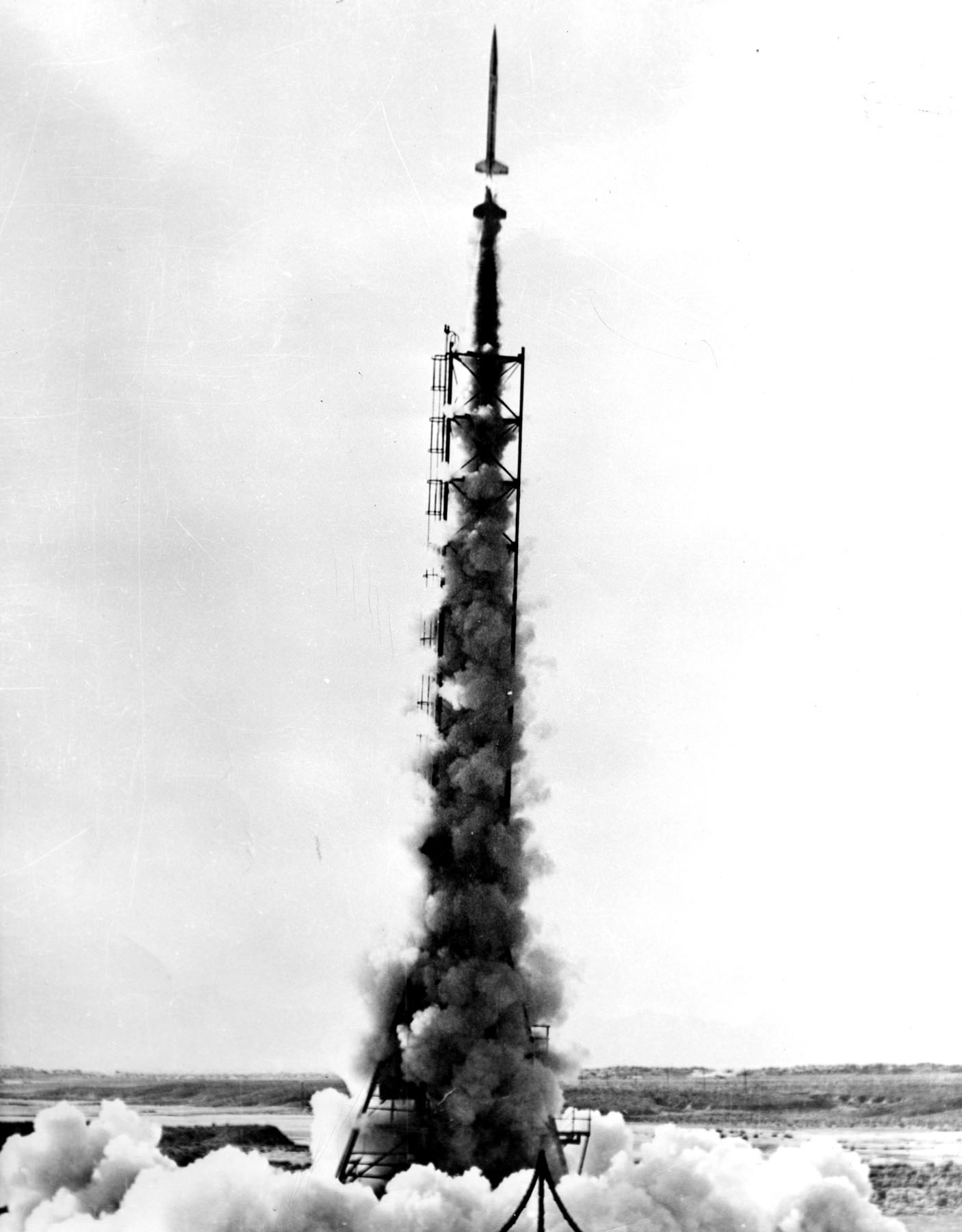
Décollage d'une Aerobee tirée depuis sa tour de lancement.

## Historique
Construite par Aerojet General, le travail commença en 1946, le premier vol partit de la base de White Sands, au Nouveau-Mexique, le 24 novembre 1947, et atteignit l'altitude de 56 km. Le premier lancement où une charge utile fut installé, eut lieu le 5 mars 1948 de la base de White Sands. La fusée transportait des instruments de recherche sur les radiations cosmiques et atteignit l'altitude de 117,5 km. Durant le programme Apollo, à des fins de recherches des variantes d'Aerobee furent lancées en 1968 et 1969. Au total, 1 037 Aerobee furent lancées, la dernière le fut le 17 janvier 1985.
L'Aerobee a été la première fusée-sonde américaine non spécialisée permettant l'étude des couches supérieures de l'atmosphère. La NASA et l'armée américaine ont lancé plus de 800 exemplaires de la version de base entre 1947 et 1985. D'une grande fiabilité, elle présentait néanmoins deux inconvénients :
- L'utilisation d'une propulsion à ergols liquides pour le deuxième étage ;
- L'installation de lancement qui nécessitait la construction d'une tour de grande taille, ce qui interdisait le lancement simultané de plusieurs fusées-sondes ainsi que le tir de l'Aerobee depuis des sites non préparés ou depuis des navires non spécialisés.

Pour répondre aux besoins non couverts par l'Aerobee, de nouveaux types de fusées-sondes utilisant des étages à propergol solide existants ou nouveaux commencent à apparaitre au milieu des années 1950. Des versions de l'Aerobee — les Aerobee 170, 300 et 350 — utiliseront des étages de missiles à propergol solide.  

## Versions de l'Aerobee
Plusieurs versions de l'Aerobee ont été lancées. Les principales versions, à savoir la version d'origine et la version rallongée (Aerobee 150 et Hi), ont été lancées à plus de 800 exemplaires. D'autres versions ont été développées en  utilisant des étages d'autres fusées (Nike, Sparrow, Nike Ajax).
| Désignation | Longueur | Diamètre | Masse    | Poussée au décollage | Charge utile | Altitude maximale | Premier vol       | Dernier vol       | Nombre d'exemplaires | Remarque                                                                                                |
| ----------- | -------- | -------- | -------- | -------------------- | ------------ | ----------------- | ----------------- | ----------------- | -------------------- | --- |
| Aerobee     | 7,80 m   | 38 cm    | 727 kg   | 18 kilonewton        | 68 kg        | 130 km            |                   |                   | environ 300          | |
| Aerobee Hi  | 9,5 m    | 38 cm    | 930 kg   | 18 kilonewton        | 68 kg        | 270 km            | 21 avril 1955     | 19 avril 1960     | 44                   | Ailerons de plus petite taille                                                                          |
| Aerobee 150 | 9,3 m    | 38 cm    | 930 kg   | 18 kilonewton        | 68 kg        | 270 km            | 5 février 1959    | 22 septembre 1983 | 453                  | Deuxième étage allongé Ailerons de plus petite taille                                                   |
| Aerobee 170 | 12,6 m   | 42 cm    | 1 270 kg |                      |              | 200 km            | 16 septembre 1968 | 19 avril 1983     | 111                  | Premier étage issu du missile Nike Second étage de l'Aerobee 150                                        |
| Aerobee 300 | 9,9 m    | 38 cm    | 983 kg   | 18 kilonewton        | 45 kg        | 300 km            | 22 octobre 1958   | 20 mars 1968      | 21                   | Constitué du premier étage d'une Aerobee 150 surmonté d'une fusée Sparrow Autre désignation Sparrowbee. |
| Aerobee 350 | 15,9 m   | 56 cm    | 3 839 kg | 217 kilonewton       | 227 kg       | 450 km            | 11 décembre 1965  | 9 mai 1984        | 20                   | Premier étage issu du missile Nike Ajax Second étage propulsé par 4 moteurs Aerobee 150A                |
| Aerobee 75  | 6 m      | 35 cm    | 400 kg   | 4 kilonewton         |              |                   | 23 mai 1958       | 22 novembre 1958  | 4                    | 1 seul étage à ergols liquides Lancées depuis Guam par l'Armée de Terre                                 |